# Dormanca
Dormanca (iz latinske besede dormīre - »spati«) je stanje začasno zmanjšane aktivnosti presnove pri organizmih, največkrat v povezavi z neugodnimi razmerami v okolju. Organizem v stanju dormance varčuje z energijo, kar mu pomaga prestati obdobje, ko razmere niso primerne za njegovo preživetje. Omejujoč dejavnik je predvsem hrana, potrebna za vzdrževanje bazalne presnove, ki v določenih obdobjih (na primer pozimi v območjih z zmernim in hladnim podnebjem) ni dostopna.
Če so obdobja z neugodnimi razmerami predvidljiva kot so letni časi, se lahko organizmi ravnajo po predhodnih znakih in se v njih sprožijo procesi, ki vodijo v stanje dormance, ko so razmere še ugodne. Temu včasih pravimo primarna dormanca. Najbolj znan primer so lesene trajnice, ki se odzivajo na fotoperiodo (razmerje med dolžino dneva in noči) in se pričnejo pripravljati na dormanco že jeseni. V nepredvidljivih okoljih je dormanca neposredna posledica zaostritve razmer - t. i. sekundarna dormanca. Ta je po eni strani za organizem ugodnejša, saj je lahko aktiven ves čas trajanja ugodnih razmer, vendar obstaja pri tem tveganje, da bo poslabšanje razmer prehitro, zaradi česar ne bo imel časa preiti v dormanco in bo umrl.

## Živali
Dormanca se pri živalih kaže tudi s prekinitvijo fizične aktivnosti; žival se pred začetkom obdobja dormance umakne v skrivališče, lahko se tudi obda z zaščitnim ovojem (npr. ribe s plastjo sluzi, polži pa zaprejo svojo hišico z neprepustnim poklopcem). Živalim v stanju dormance se znižata srčni utrip in telesna temperatura, prebava je zelo upočasnjena. 
Poikilotermnim živalim, kot so plazilci, se telesna temperatura že sama po sebi spreminja v odvisnosti od temperature okolice in ne porabljajo energije za vzdrževanje telesne temperature. Domnevajo, da je pri njih varčevanje z energijo sekundarnega pomena, v stanje dormance preidejo verjetno zato, ker se delovanje encimov upočasni pri nizkih temperaturah, s tem pa tudi zmanjša stopnja metabolizma, ki postane nezadostna za vzdrževanje telesne aktivnosti.
Najosnovnejši tip dormance pri živalih je spanje, ki ima tudi pomembno vlogo pri regeneraciji živčevja; najbolje je preučeno pri sesalcih (predvsem človeku), vendar imajo tudi nevretenčarji, kot so žuželke in ščipalci, težave pri motoričnih funkcijah če jim je dlje časa preprečena neaktivnost. Tega in ostale tipe dormance lahko razvrščamo po »globini« (drastičnosti sprememb v fizioloških procesih in času, potrebnem za vnovično prebujanje) ali trajanju.

## Rastline
Dormanco pri rastlinah uravnavajo rastlinski hormoni. V splošnem rastlinski hormoni niso posebej namenjeni uravnavanju dormance; te snovi imajo v različnih obdobjih razvoja in v različnih delih rastline različne učinke. Etilen je rastlinski hormon, ki prekine različne tipe dormance pri mnogih rastlinskih vrstah. Ponekod ga uporabljajo za pospeševanje rasti poganjkov iz krompirjevih in drugih gomoljev.

### Dormanca semen
Dormanca semen je pojav, ki zagotavlja preživetje novih poganjkov in v nekaterih primerih razširjanje semen stran od matične rastline. Seme v vsakem primeru ne kali, če so razmere v okolju neprimerne - premalo vode, prenizka temperatura ipd. Temu pojavu pravimo natančneje kviescenca (iz latinske besede quiēscēns - »počitek«, »tišina«). Vendar pa pri mnogih rastlinah seme ni kaljivo takoj po tistem, ko se sprosti, tudi če ima vse pogoje za rast. Znana sta dva tipa dormance semen: dormanca zaradi semenske ovojnice in dormanca embria.
Semenska ovojnica (testa) lahko preprečuje kalitev na več načinov. V vsakem primeru se mora dovolj razgraditi zaradi notranjih ali zunanjih dejavnikov preden lahko seme vzkali, odvisno od strategije uspevanja posamezne rastlinske vrste. Notranji dejavnik so litični encimi, ki jih proizvaja embrio, zunanji pa so lahko voda, ki sčasoma zmehča ovojnico, visoke ali nizke temperature ipd. Poseben primer so vrste, ki so prilagojene na to, da njihova semena raznašajo živali (predvsem ptiči) v svojih prebavilih (zoohorija). Tukaj razgradijo semensko ovojnico prebavni sokovi raznašalca in seme brez da bi ga pojedla žival ne more uspeti. Do dormance zaradi semenske ovojnice lahko pride zaradi enega od petih mehanizmov:
- preprečevanje privzema vode: semenska ovojnica tvori neprepustno plast, embrio pa brez vode ne more vzkliti.
- mehanska ovira: v nekaterih primerih je semenska ovojnica fizično pretrdna da bi lahko skoznjo prodrl poganjek.
- preprečevanje izmenjave plinov: embrio se prav tako ne razvija, če je ovirana difuzija kisika v notranjost semena.
- zadrževanje inhibitorjev kalitve: semenska ovojnica preprečuje, da bi hormoni, ki preprečujejo kalitev, oddifundirali iz embria.
- sinteza inhibitorjev kalitve: celice ovojnice aktivno sintetizirajo hormone, ki preprečujejo kalitev.

Dormanco embria uravnava nivo različnih hormonov v njem. Ključna sta abscizinska kislina (inhibitor) in giberelinska kislina (promotor rasti) oz. njuno razmerje v rastlini. Včasih lahko dormanco prekine odstranitev kličnih listov.

### Dormanca poganjkov
Dormanca poganjkov je prilagoditev lesnatih trajnic na obdobja nizkih temperatur v območjih z izraženimi letnimi časi. Rast poganjkov se ta čas ustavi in meristemi se zaščitijo pred nizkimi temperaturami s trdimi luskami. Ta tip dormance sprožijo različni signali iz okolja, kot sta krajšanje dneva jeseni in nižanje temperatur zraka. Tudi tu ima vlogo abscizinska kislina, vendar povezava med koncentracijo abscizinske kisline in stopnjo dormance ni enostavna; dejansko gre v tem primeru za splet delovanja mnogih hormonov ter drugih dejavnikov, ki še ni popolnoma raziskan.

## Bakterije
Mnoge bakterije lahko preživijo neugodne pogoje, kot so povišana temperatura, izsušitev in prisotnost antibiotikov, s tvorjenjem trajnih struktur, kot so endospore, ciste in konidiji, vrste brez te možnosti pa vsaj znižajo presnovno aktivnost. V vzorcih iz narave je lahko v določenem trenutku presnovno neaktivnih tudi do 80 % bakterij, ki ob spremembi razmer ponovno postanejo aktivne. Domnevajo, da je ta pojav odgovoren za veliko raznolikost bakterij v ekosistemih; sestava združbe aktivnih bakterij v nekem okolju je tako dinamična in se spreminja s spreminjanjem spleta dejavnikov.